# Caumont (Gers)
Caumont település Franciaországban, Gers megyében. Lakosainak száma 103 fő (2022. január 1.). Caumont Lelin-Lapujolle, Maulichères, Saint-Germé, Saint-Griède, Saint-Martin-d’Armagnac és Tarsac községekkel határos.

## Népesség
A település népességének változása:
| Lakosok száma | 128  | 108  | 102  | 122  | 113  | 107  | 102  | 103  | 103  | 103  |
|               | 1968 | 1982 | 1990 | 2006 | 2013 | 2015 | 2017 | 2019 | 2020 | 2022 |